# ベースジャバー
ベースジャバーは、アニメ作品群『ガンダムシリーズ』のうち、宇宙世紀を舞台とする作品に登場する架空の兵器。モビルスーツ (MS) を載せて飛行させるためのサブフライトシステム（SFS）である。

## 概要
大気圏内用1種類と宇宙用2種類（89式と94式）の3種が存在する。名称と用途が同じだけで、それぞれ別の機種である。

### ベースジャバー（大気圏内用）
『機動戦士Ζガンダム』と『機動戦士ガンダムΖΖ』に登場。グリプス戦役時の地球連邦軍における制式機で、ティターンズが使用した大気圏内用SFSである。塗装はライトパープル。
機体上面にMS2機を搭載可能で、機首下に対地対空兼用のメガ粒子砲を1基備えている。全周射界を持ち、『Z』劇中で真後ろのガンダムMk-IIへ発砲している描写がある。
最大速度はマッハ0.83。垂直離着陸機であり相当の高空まで運用できるほか、MS離脱後もメガ粒子砲を用いて戦闘機のように運用される。『ΖΖ』第32話での描写から胴体前部にコクピットを配置した有人機であることが判明しているが、MS側による操縦も可能となっており、無人機としても運用できる。
ティターンズが壊滅した後、ネオ・ジオンやアフリカ解放戦線の「青の部隊」も、鹵獲した本機を運用した。『ΖΖ』第35話ではラカン・ダカランの乗る本機が潜水を行っており、後年に登場するザンスカール帝国のアインラッドに先んじて短時間の水中航行能力が描かれている。
宇宙世紀0096年を舞台とする『機動戦士ガンダムUC』にも、デザインがリファインされて単機搭載型となった本機が登場。機体規模が小型化され、機首中央に追加された前方突出型のコクピットが特徴である。空戦能力を強化したと設定されており、最高速度は従来機から130パーセントの向上を見せている。連邦軍とジオン残党軍の双方が使用しており、機体色は連邦軍がライトグレー、ジオン残党軍がカーキ色となっている。
宇宙世紀0105年を舞台とする漫画版『機動戦士ガンダム 閃光のハサウェイ』では、「マフティー・ナビーユ・エリン」を騙る人物をリーダーとする武装集団が旅客シャトル「ハウンゼン」をハイジャックする際に使用する。デザインは『UC』版と同様。なお、原作小説版では「サブフライトシステム」とされ、機種は不明であった。劇場アニメ版ではギャプランを使用する。

### 89式ベースジャバー
映画『機動戦士ガンダム 逆襲のシャア』が初出。第二次ネオ・ジオン抗争に地球連邦軍及びロンド・ベルが使用した宇宙用SFSである。ティターンズが使用したSFS、ゲターの後継機で、宇宙世紀0089年にロールアウトした型式という設定である。「89式」の名称は、『機動戦士ガンダムUC』のOVA版への登場に際してつけられたもので、『逆襲のシャア』の際には前述の大気圏内用と区別されず、単に「ベースジャバー」と呼称されていた。
MSの行動半径を3倍に伸ばすブースターで、完全にMS輸送に特化しており、非武装である。機体上下に各1機のMSを搭載可能。基本的はMS側から操作されるが、コックピットを備えており有人宇宙艇としても使用できる。
機体後部に固体ブースターを装着することで移動距離延長が可能で、映画『逆襲のシャア』劇中ではアムロ・レイがνガンダムを受け取るため、ラー・カイラムから月のアナハイム・エレクトロニクスフォン・ブラウン工場への移動に本機に搭乗した際、このブースターを使用した。映画『機動戦士ガンダムNT』では、同様のレイアウトで後述の94式ベースジャバーのブースターを連結し、最終決戦の場面でミシェル・ルオらが搭乗している。『機動戦士ガンダムUC』では搭載MSが1機の際は機体下部にプロペラントタンクを装着し、航続距離の延長が可能とされている。
映画『逆襲のシャア』では、ベースジャバーはゲタという愛称でも呼ばれており、劇中でアムロがベースジャバーをそのように呼ぶ場面がある。小説『ベルトーチカ・チルドレン』での描写によれば、ネオ・ジオンが用いるシャクルズに対しても、「下駄」（ゲタ）と呼ぶことがパイロットの間で広まっているとされる。後年の『機動戦士ガンダムUC』でも同様に、89式ベースジャバーを 「ゲタ」と呼ぶ場面がある。なお『ベルトーチカ・チルドレン』でも『UC』原作小説でも、「ゲタ」の語源が日本の履き物であることは知られていないと言及されているが、ベースジャバーの前世代のSFSであるゲターが普通名称化したという設定なのか、あるいはゲターの登場以前からあった俗称という設定なのかは明らかではない。
徳間書店版の小説　逆襲のシャアにおいて推定同機と思われる機体は、ベースジャバーRS5と呼ばれている（徳間書店版P174）。

#### ブースター・ベッド
映画『逆襲のシャア』に登場。89式ベースジャバー用のブースターを双胴型に繋げた無人の長距離用輸送機で、月面のマスドライバーから射出され、月の重力を振り切るための加速度を得るために用いられる。無人機のため、使用後は再利用のために回収するか、もしくはそのまま遺棄される。劇中ではロールアウトしたばかりのνガンダムを運搬するために用いられた。
後述の94式ベースジャバーとはレイアウトが似ており、89式ベースジャバー用のブースターとしても使える点も共通するが、本機は無人機であり、細部の形状やカラーリングは異なる。

### 94式ベースジャバー
『機動戦士ガンダムUC』の原作小説およびアニメ版に登場。コクピット部を挟むように筒状の大型ブースターを左右に繋げた双胴型の形状で、大型ブースター部分はジョイントで切り離し可能なモジュールとなっている。これによりSFSとしての使用だけではなく、ジョイントを介してMSをはじめとするさまざまな機動兵器に増設ブースターとして直接取り付けることが可能。構造は89式より簡略化されているが、これは｢シャアの反乱｣でロンド・ベル隊が多数の89式を質量兵器として使い捨てにした為で、性能を維持しつつ製造コストの低下が意図された。
『UC』では、フルアーマー・ユニコーンガンダムに関連して設定された。同機体の背面に増設された大型ブースターは、94式のブースターモジュールを転用したものとされているほか、原作小説およびアニメ版の終盤にSFSとして多数が登場する。映画『機動戦士ガンダムNT』では、ナラティブガンダムA装備やジェスタ シェザール隊仕様A班装備が94式のブースターモジュールをバックパックに増設装備として装着しているほか、前述のように89式の後部に94式のブースターモジュールを連結した仕様が登場し、またジョイントの互換性にも言及する場面がある。『NT』では、映画ではSFSとして登場する場面がないものの、映画をノベライズした『小説 機動戦士ガンダムNT』では、映画に登場した89式に代わって94式がSFSとして登場している。